# Spellbound (álbum de Yngwie Malmsteen)
Spellbound es un álbum de estudio del guitarrista sueco Yngwie J. Malmsteen, lanzado en diciembre de 2012 a través del sello independiente Rising Force Records. Malmsteen se encargó de aportar la voz y tocar todos los instrumentos en el disco. El álbum contiene diez piezas instrumentales.

## Lista de temas
Todas las canciones escritas y compuestas por Yngwie J. Malmsteen. 
| N.º | Título                                      | Duración |  |
| 1.  | «Spellbound (Instrumental)»                 | 4:29     |  |
| 2.  | «High Compression Fugue (Instrumental)»     | 3:20     |  |
| 3.  | «Repent»                                    | 3:15     |  |
| 4.  | «Let Sleeping Dogs Lie»                     | 4:40     |  |
| 5.  | «Majestic 12 Suite 1,2 & 3 (Instrumental)»  | 9:03     |  |
| 6.  | «Electric Duet (Instrumental)»              | 1:34     |  |
| 7.  | «Nasca Lines (Instrumental)»                | 2:56     |  |
| 8.  | «Poisoned Minds»                            | 3:04     |  |
| 9.  | «God Of War (Instrumental)»                 | 7:21     |  |
| 10. | «Iron Blues (Instrumental)»                 | 3:26     |  |
| 11. | «Turbo Amadeus (Instrumental)»              | 1:12     |  |
| 12. | «From A Thousand Cuts (Instrumental)»       | 3:24     |  |
| 13. | «Requiem for the Lost Souls (Instrumental)» | 6:17     |  |